# Maderización
La maderización es un proceso que implica el calentamiento y oxidación de un vino. El término deriva del proceso utilizado en la producción de vino de Madeira, donde ocurre mientras el vino se encuentra aun en la barrica. El vino resultante oscurece sus colores y adquiere un carácter ajerezado. Cuando la maderización se produce en un vino no fortificado, es vista como un fallo. Sin, embargo es buscada en ciertos vinos dulces, donde ocurre en el transcurso del añejamiento en botella. 